# George Tenet
George John Tenet (5 de Janeiro de 1953, Nova York, EUA) é um político americano de origem grega, foi director da CIA de 16 de dezembro de 1996 até 11 de julho de 2004.
Tenet fez os estudos na Escola de Diplomacia da Universidade de Georgetown e na Escola de Relações Internacionais da Universidade de Columbia. Em 1982 integrou a equipa do senador John Heinz, onde ao longo de três anos foi director legislativo e assistente para a segurança nacional e para a energia.
Em 1985 passou a director do comité de supervisão das negociações para o controlo de armamento entre a União Soviética e os Estados Unidos da América. Nesse âmbito fez um relatório para o Senado sobre a capacidade dos serviços secretos norte-americanos em vigiar o tratado intermédio de armas nucleares.
Posteriormente, foi membro da equipa de segurança nacional do presidente Bill Clinton, onde coordenou a avaliação da comunidade norte-americana de serviços secretos. Foi também director de equipa do Comité Especial do Senado para os Serviços Secretos durante quatro anos. Entre as suas funções estava a elaboração de legislação para reorganizar os serviços secretos norte-americanos e a coordenação de todas as actividades de supervisão e legislativas dos comités do Senado.
Posteriormente, ainda durante a administração Clinton (1993-2001), de quem foi conselheiro especial, passou a integrar o Conselho Nacional de Segurança, onde dirigiu os programas de serviços secretos. No Conselho de Segurança Nacional coordenou, entre outras, as directivas presidenciais em matéria de prioridades dos serviços secretos e da coordenação da política de segurança,
Tenet começou a exercer cargos directivos na CIA (Central Intelligence Agency), a agência norte-americana de serviços secretos, em Julho de 1995.
Tomou posse como director da CIA a 11 de Julho de 1997. A sua nomeação foi aprovada por unanimidade pelo Comité Especial do Senado para os Serviços Secretos e pelo Senado norte-americano. Ao tomar posse como director da CIA, passou também a dirigir todos as agências internacionais de serviços secretos norte-americanos. Em 2000, o republicano George W. Bush substituiu o democrata Clinton na presidência, mas ao contrário do habitual nestas situações Tenet manteve-se no cargo, graças à sua independência face ao poder político. Após os ataques terroristas da Al-Qaeda nos Estados Unidos da América em 11 de Setembro de 2001 ao Pentágono e ao World Trade Center, Tenet demorou apenas quatro dias para apresentar uma campanha antiterrorista em 80 países.
A 3 de Junho de 2004 George Tenet pediu demissão de director da CIA, alegando razões pessoais, ao fim de sete anos no cargo, um dos mais longos mandatos na agência. Apesar de tal não ter sido assumido, a sua resignação estará relacionada com o facto de os norte-americanos não terem encontrado armas de destruição maciça no Iraque, após a invasão em 2003. Tenet renunciou o cargo em 11 de julho de 2004.